# Pandanus asper
Pandanus asper är en enhjärtbladig växtart som beskrevs av Harold St.John. Pandanus asper ingår i släktet Pandanus och familjen Pandanaceae.
Artens utbredningsområde är Sumatera. Inga underarter finns listade.